# Dane pri Divači
Dane pri Divači so naselje v Občini Divača.